# 特林维勒斯哈根
特林维勒斯哈根是德国梅克伦堡-前波美拉尼亚州的一个市镇。总面积34.28平方公里，总人口1217人，其中男性624人，女性593人（2011年12月31日），人口密度36人/平方公里。